# Transit 5A-2
Transit 5A-2 – amerykański niedoszły sztuczny satelita. Wystrzelony rakietą Scout X-3, 5 kwietnia 1963 o godz. 03:01:43 GMT, z kosmodromu w Point Arguello, w celu zastąpienia uszkodzonego Transit 5A, na skutek awarii rakiety nośnej nie osiągnął jednak orbity. Ważył 84 kg.